# John Newton (general)
John Newton (Norfolk, 25 de agosto de 1822 — Nova Iorque, 1 de maio de 1895) foi um oficial engenheiro de carreira no Exército dos Estados Unidos, um general da União na Guerra de Secessão, e Chefe do Corpo de Engenheiros.

## Juventude
Newton nasceu em Norfolk, Virgínia, uma cidade que seu pai, Thomas Newton Jr., representou no Congresso dos Estados Unidos por trinta e um anos. Em 1838 ele foi nomeado cadete da Virgínia na Academia Militar dos Estados Unidos e se formou em 1842, ficando em segundo lugar em uma turma que incluía William Rosecrans, John Pope e James Longstreet.
Comissionado segundo-tenente de engenheiros, foi contratado como professor assistente de engenharia em West Point e, mais tarde, na construção de fortificações e outros projetos de engenharia ao longo das costas do Atlântico e do Golfo do México. Promovido a primeiro-tenente em 1852 e a capitão em 1856, foi nomeado engenheiro-chefe da Expedição de Utah em 1858.

## Guerra de Secessão
No início da Guerra de Secessão, Newton era o engenheiro-chefe do Departamento da Pensilvânia e, posteriormente, ocupou um cargo semelhante no Departamento do Shenandoah. Comissionado major em 6 de agosto de 1861, trabalhou na construção das defesas de Washington até março de 1862. Foi comissionado em 23 de setembro de 1861, brigadeiro-geral do exército de voluntários, e recebeu o comando de uma brigada engajada na defesa da cidade. Serviu no Exército do Potomac sob o comando de George B. McClellan durante a Campanha da Península e se distinguiu por sua conduta heroica nas ações de West Point, Gaines' Mill e Glendale. Liderou sua brigada na Campanha de Maryland, tomando parte na Batalha de Crampton's Gap e na Batalha de Antietam, e foi por seus destacados serviços como tenente-coronel escalado para o Exército Regular.
Liderou uma divisão em Fredericksburg na invasão de Marye's Heights e foi recompensado em 20 de março de 1863, com o posto de major-general do exército de voluntários. Comandou divisões em Chancellorsville e Salem Church e, com a morte de John Reynolds em 1 de julho de 1863, recebeu o comando do I Corpo de Exército, que liderou nos últimos dois dias da Batalha de Gettysburg. Em 3 de julho de 1863, por bom serviço prestado em Gettysburg, foi promovido a coronel do exército regular. Ele se envolveu na perseguição das forças confederadas em Warrenton, Virgínia, e no final de 1863 estava ativo na Campanha Rapidan. Em maio de 1864, foi transferido para o Exército de Cumberland e comandou a 2.ª Divisão do IV Corpo de Exército, sob o comando do major-general George Henry Thomas. Lutou em todas as ações desde a invasão da Geórgia até a captura de Atlanta. Por sua bravura nesta campanha, especialmente na Batalha de Peachtree Creek, foi promovido em 13 de março de 1865, major-general do exército de voluntários e general-brigadeiro e major-general do exército regular. Ele então assumiu o comando de vários distritos na Flórida até que, em janeiro de 1866, foi retirado do serviço voluntário.

## Carreira pós-guerra

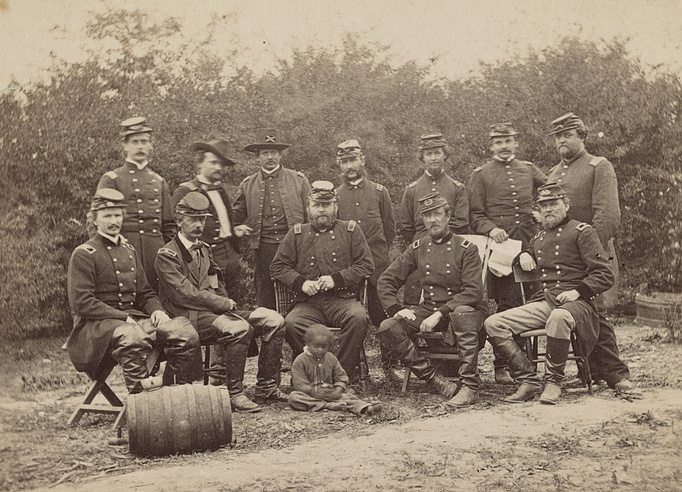
A fotografia mostra o grupo de generais Andrew A. Humphreys, Henry Warner Slocum, William B. Franklin, William Farquhar Barry e John Newton, com um garoto afro-americano em Cumberland Landing, Virgínia

Tenente-coronel comissionado no Corpo de Engenheiros do serviço regular em 28 de dezembro de 1865, Newton foi enviado em abril de 1866 para a cidade de Nova Iorque, onde residiu daí em diante, empenhado nos trabalhos de engenharia que tornaram seu nome famoso. Foi o engenheiro superintendente da construção das defesas no lado de Long Island do Narrows, das melhorias do rio Hudson e das fortificações em Sandy Hook. Ele também fez parte do conselho de engenheiros encarregado de realizar as modificações nas defesas da cidade de Nova Iorque. A proposta de ampliação do rio Harlem e as melhorias do rio Hudson de Troy a Nova Iorque, do canal entre New Jersey e Staten Island e dos portos do lago Champlain foram colocadas sob sua responsabilidade. Em 30 de junho de 1879, foi nomeado coronel e, em 6 de março de 1884, chefe dos engenheiros do serviço regular com o posto de brigadeiro-general.
Entre as realizações de Newton, a mais notável foi a remoção das rochas perigosas em Hell Gate, a principal via fluvial entre o estuário de Long Island e o rio East. Para realizar esta tarefa com sucesso, foi necessária a solução de difíceis problemas de engenharia nunca antes tentados, e a invenção de novos aparelhos, notadamente uma máquina de perfuração a vapor, que desde então tem sido de uso geral. Newton estudou cuidadosamente o problema, e a exatidão de suas conclusões foi demonstrada pela correspondência exata dos resultados com os objetos buscados. Hallett's Reef and Flood Rock, foram cuidadosamente minados sob suas instruções, e destruídos por duas grandes explosões (24 de setembro de 1876; 10 de outubro de 1885). Este feito de engenharia despertou a admiração universal dos engenheiros, e muitas homenagens foram conferidas a ele. Na aposentadoria voluntária de Newton do serviço em 1886, o prefeito de Nova Iorque, William Russell Grace, reconhecendo sua habilidade superior, o nomeou comissário de obras públicas em 28 de agosto. Este cargo ele voluntariamente renunciou em 24 de novembro de 1888. Em 2 de abril de 1888, aceitou a presidência da Companhia Ferroviária do Panamá, cargo que ocupou até sua morte.